# Staffan Josephson
Lennart Staffan Josephson, född 2 oktober 1949 i Stockholm, är en svensk kemist samt generalsekretarare i Hjärt-Lungfonden.
Staffan Josephson disputerade i organisk kemi 1977, han blev docent 1980 och professor 1984. Han har forskat vid Stockholms universitet, Uppsala universitet och National Research Council i Ottawa, Kanada. Josephson, som har specialiserat sig på läkemedelsforskning, har verkat inom bolag som Kabi, Pharmacia, Pharmacia & Upjohn och Investor Growth Capital. Han har en rad olika uppdrag, han är styrelseledamot i Oscar II:s Jubileumsfond, A Non Smoking Generation, Center för Molekylär Medicin (Karolinska Institutet), NeuroNova AB och Forska!Sverige. Han är medlem av Kungliga Ingenjörsvetenskapsakademien. Staffan Josephson är sedan 2005 generalsekreterare i Hjärt-Lungfonden.
Han är son till litteraturhistorikern Lennart Josephson och Ingrid, ogift Broberg, samt sonson till grosshandlaren Hjalmar Josephson samt halvbror till affärsmannen Lars Knutsson.